# Negishi Yuichi Shihan
El maestro de Karate japonés Negishi Yuichi fue discípulo del maestro Manzo Iwata alumno directo del fundador del Shito-Ryu Karate-Do desde los 19 años cuando entra en la facultad de ciencias económicas y políticas de la Universidad de Toyo, en Tokio, inscribiéndose en su club de karate.
En el año 1964, cinco años después de entrar en la universidad, el maestro Negishi era uno de los alumnos de confianza o Uchi-deshi del maestro Iwata y además capitán del equipo de la universidad. Entre los años 1965 y 1970 era el entrenador oficial del club universitario y entre los años 1970 y 1975 su director.
Desde el año 1969 obtuvo el cargo de secretario general de la Federación Shito Kai del Japón por los tres años siguientes.
En 1.970 participa en el primer Campeonato del Mundo de Karate-Do organizado por la federación mundial (WUKO)  como entrenador del equipo “C” de Japón, obteniendo la 2º posición en equipos e individualmente.
Desde el año 1971 durante doce años seguidos ocupó el cargo de director permanente en la Federación Shito Kai del Japón.
A los 33 años, el 5 de mayo de 1973, el maestro Negishi recibe la sucesión de los ryu familiar el kongen no maki con su nombre como heredero y nuevo Sôke, además la responsabilidad de la permanencia y correcta transmisión de las enseñanzas marciales de las escuelas de la familia.
En 1.976 dirige el equipo de la FAJKO en el 2º Campeonato de Karate Do de Asia y Océano Pacífico ganando el grupo el 1º lugar por equipos y victorias individualmente. Le otorgan el premio deportivo del Japón y en el mes de diciembre la federación japonesa de Karate Do le otorga el título de 6º Dan, meses después el maestro Iwata le otorgaría el mismo título pero por la federación japonesa Karate-do Shito Kai.
A partir del año 1976 el maestro Negishi comienza a realizar seminarios y cursillos fuera de Japón. Ese mismo año visita Indonesia. En 1.977, al año siguiente realizaría seminarios en diferentes dojos de México y los Estados Unidos, donde visitaría a diferentes maestros conocidos entre ellos Fumio Demura, además saldría una reseña de sus tours de seminarios en la revista Black Belt Magazine y un dossier de una de sus técnicas preferidas en el shiai kumite el Yori Ashi Mae Ashi Gueri en la revista Dojo Magazine.
En 1.978 realiza cursillos en Francia, Alemania y Rusia donde realiza seminarios en Sato Dojo y la Universidad de Moscú, además participa en el Torneo del Instituto Estatal Central de Cultura Física, resultando ganador de la categoría open cinturones negros.
En el año 1979 cesa en los cargos de la federación japonesa de Karate Do (FAJKO) como director de instrucción y técnico y miembro del comité de jueces y árbitros y deja al maestro Nakayama Masakazu Shihan responsable y sucesor del grupo Japan Karate-do Shito Kai Sosei Kai en todo el Japón y en la actualidad del mundo.
Ese mismo año, en 1.979, viaja a Venezuela para realizar varios seminarios y cursillos cautivado por el carácter de su gente decide residenciarse en el país y comenzar una nueva etapa de su vida.
El primero de septiembre del 2012 el maestro Negishi después de haber presentando un obligado retiro debido a una importante enfermedad fallece a la edad de 71 años, 32 años después de dejar Japón. Al frente del legado Hasegawa, las escuelas Miyata-Ryu Iai y la Shinkyoku-Ryu Taijutsu queda su hijo Negishi, Eiji, como 5º y 11º Soke respectivamente, estableciendo el Honbu Dojo del Shinkyoku-Ryu Taijutsu en Venezuela, mientras el Karate-Do Shito-Kai Sosei-Kai es liderado por el Maestro Nakayama, Masakazu, con el Honbu Dojo en Japón.